# Parigi-Tours 2019
La Parigi-Tours 2019, centotredicesima edizione della corsa, valevole come evento dell'UCI Europe Tour 2019 categoria 1.HC, si svolse il 13 ottobre 2019 su un percorso di 217 km, con partenza da Chartres e arrivo a Tours, in Francia. La vittoria fu appannaggio del belga Jelle Wallays, il quale terminò la gara in 5h34'20", alla media di 38,943 km/h, precedendo l'olandese Niki Terpstra ed il connazionale Oliver Naesen.
Sul traguardo di Tours 64 ciclisti, su 156 partiti da Chartres, portarono a termine la competizione.

## Squadre partecipanti
| N.      | Cod. | Squadra                   |
| ------- | ---- | ------------------------- |
| 1-7     | SUN  | Team Sunweb               |
| 11-17   | TDE  | Total Direct Énergie      |
| 21-27   | ALM  | AG2R La Mondiale          |
| 31-38   | GFC  | Groupama-FDJ              |
| 41-47   | LTS  | Lotto Soudal              |
| 51-57   | TDD  | Team Dimension Data       |
| 62-69   | COF  | Cofidis                   |
| 71-77   | VCB  | Vital Concept-B&B Hotels  |
| 81-86   | UAD  | UAE Team Emirates         |
| 91-97   | TKA  | Team Katusha Alpecin      |
| 101-107 | PCB  | Team Arkéa-Samsic         |
| 111-119 | WGG  | Wanty-Gobert Cycling Team |

| N.      | Cod. | Squadra                     |
| ------- | ---- | --------------------------- |
| 121-129 | ICA  | Israel Cycling Academy      |
| 132-138 | WVA  | Wallonie Bruxelles          |
| 141-147 | SVB  | Sport Vlaanderen-Baloise    |
| 151-159 | DMP  | Delko Marseille Provence    |
| 161-167 | RIW  | Riwal Readynez Cycling Team |
| 171-176 | ROC  | Roompot-Charles             |
| 181-189 | RLY  | Rally UHC Cycling           |
| 191-197 | GAZ  | Gazprom-RusVelo             |
| 201-207 | EUS  | Euskadi-Murias              |
| 211-217 | AUB  | St Michel-Auber 93          |
| 221-227 | NRL  | Natura4Ever-RLM             |

## Ordine d'arrivo (Top 10)
| Pos. | Corridore      | Squadra       | Tempo    |
| ---- | -------------- | ------------- | -------- |
| 1    | Jelle Wallays  | Lotto-S.      | 5h34'20" |
| 2    | Niki Terpstra  | Total Direct  | a 29"    |
| 3    | Oliver Naesen  | AG2R          | a 30"    |
| 4    | Arnaud Démare  | Groupama      | a 36"    |
| 5    | Amaury Capiot  | Sport Vl.     | a 49"    |
| 6    | Aimé De Gendt  | Wanty         | s.t.     |
| 7    | Lars Bak       | Dimension D.  | a 51"    |
| 8    | Bert De Backer | Vital Concept | a 53"    |
| 9    | Kevyn Ista     | Wallonie      | s.t.     |
| 10   | Julien Vermote | Dimension D.  | s.t.     |